# Ticino (fiume)
Il Ticino (Tessin in tedesco e in francese, Ticìn, Tisín, Tesìn, Tsei o Tzìch in lombardo) è un importante fiume della Svizzera meridionale e dell'Italia settentrionale, il principale affluente del Po per volume d'acqua e in assoluto il secondo fiume italiano per portata d'acqua. Il Ticino misura complessivamente 248 km di lunghezza ed è uno dei fiumi più sani in Italia.

## Corso del fiume
Il corso del Ticino è convenzionalmente diviso in tre parti: la parte montana (Ticino superiore), che scorre in territorio svizzero; la parte lacuale, che riguarda il Lago Maggiore (diviso territorialmente tra Svizzera e Italia) e la parte pianeggiante (Ticino inferiore), che vede il Ticino scorrere in Italia a sud del Lago Maggiore, quindi dal territorio compreso tra i comuni di Castelletto sopra Ticino, in Piemonte, e Sesto Calende, in Lombardia, e la confluenza nel Po, situata nel territorio comunale di Linarolo in provincia di Pavia, al confine con la regione Emilia-Romagna. La lunghezza complessiva del fiume è di 248 km, dei quali 91 km percorsi a monte del Lago Maggiore, 47 km percorsi nel Verbano e 110 km percorsi da questo al Po, mentre la lunghezza effettiva è quindi di 201 km, escludendo i km lacustri del Verbano.

### Il Ticino superiore

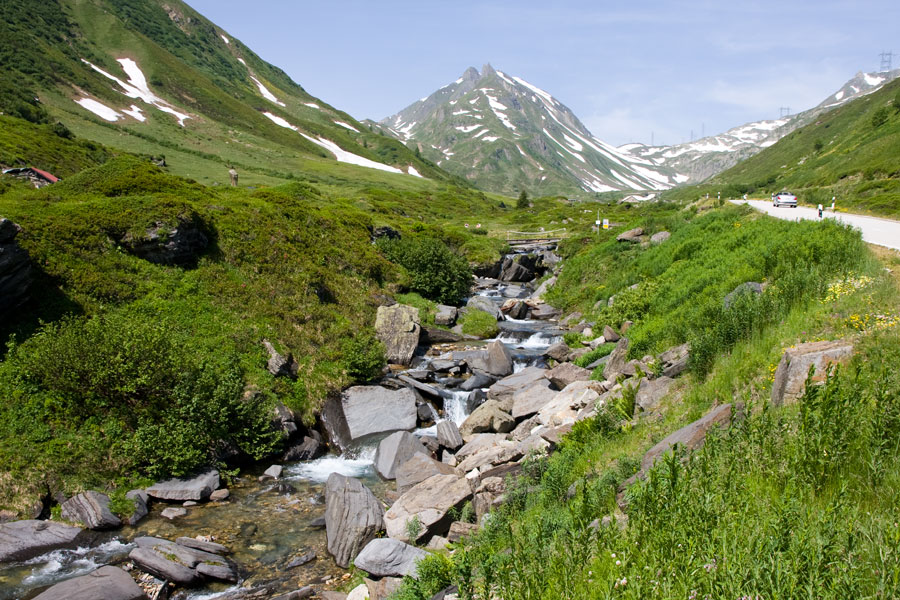
Il fiume Ticino a valle del passo della Novena (in alto a destra)

Nasce in territorio svizzero, nel Canton Ticino e scaturisce da due sorgenti. La principale si trova sul Passo della Novena non lontano dal confine tra il Canton Ticino (al quale il Ticino dona il nome), l'estrema punta settentrionale della provincia del Verbano Cusio Ossola (Formazza) e il Canton Vallese. L'altra sorgente, di portata più modesta, si trova, invece, nei pressi dell'Ospizio del Passo del San Gottardo, ad Airolo.
Il ramo di Ticino proveniente dal Passo della Novena, solca la Val Bedretto e ad Airolo si unisce con il ramo proveniente dal Passo del San Gottardo. Qui il fiume comincia a percorrere la Valle Leventina, dove scorre spesso incassato tra le rocce (gole di Stalvedro e del Monte Piottino). In questo tratto è, inoltre, ingrossato da un notevole numero di piccoli affluenti.
A Biasca il Ticino riceve da sinistra il fiume Brenno e comincia a scorrere in Valle Riviera. Successivamente lambisce Bellinzona, nei pressi di cui riceve da sinistra il Moesa e il Morobbia. Il Moesa, che percorre la Val Mesolcina, nel Cantone dei Grigioni, rappresenta il maggior tributario del Ticino Superiore. In seguito il fiume sbocca nel Piano di Magadino, dove scorre incanalato fin quasi al piccolo delta con cui sfocia nel Lago Maggiore. Poco prima di immettersi nel lago, il Ticino riceve le acque di un buon numero di affluenti minori. Il Ticino Superiore misura 91 km, percorsi totalmente in territorio svizzero e la sua portata media allo sbocco nel Lago Maggiore è di 69 m³/s.

### Il Lago Maggiore
Nel tratto lacuale riceve il contributo di svariati affluenti direttamente sfocianti nel lago, alcuni importanti come la Maggia, la Toce (suo principale tributario), la Verzasca, la Tresa (che drena tutta la zona del lago di Lugano) e il Bardello, emissario del lago di Varese. Il percorso del Ticino nel Lago Maggiore è di 47 km.

### Il Ticino inferiore
Il Ticino inferiore costituisce l'unico emissario del Lago Maggiore e corre interamente in territorio italiano. Il suo percorso comincia circa un chilometro a monte del ponte tra Sesto Calende (VA) e Castelletto sopra Ticino (NO), in corrispondenza delle località Cicognola a Castelletto sopra Ticino e Parco Europa a Sesto Calende (VA). Da qui il fiume si dirige in direzione sud est, segnando il confine tra il Piemonte e la Lombardia.

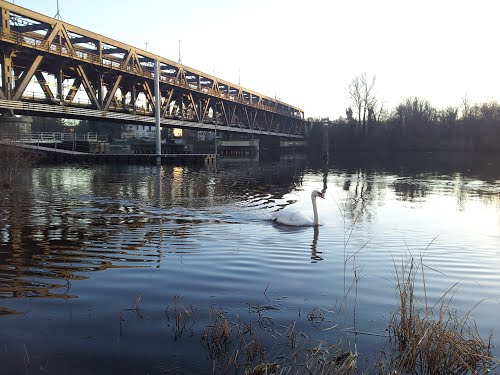
Il ponte tra Sesto Calende e Castelletto sopra Ticino

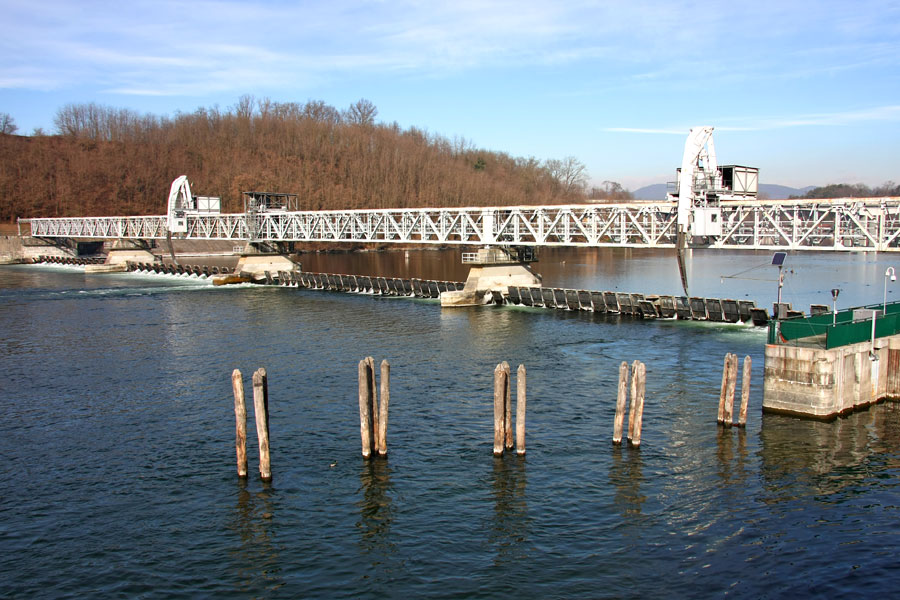
Lo sbarramento della "Miorina" a Castelletto sopra Ticino

A livello di Castelletto sopra Ticino e Golasecca, il Ticino incontra lo sbarramento artificiale della Miorina, che ne regola il deflusso dal Lago Maggiore. Poco più a valle si trova la Diga di Porto della Torre, dove il Ticino cede parte della sua portata al Canale Regina Elena, che irriga le campagne del Novarese. Immediatamente dopo, nel territorio di Somma Lombardo, si trova lo sbarramento del Panperduto. Qui gran parte delle acque del Ticino vengono incanalate e vanno ad alimentare il Canale Villoresi e il Canale Industriale.

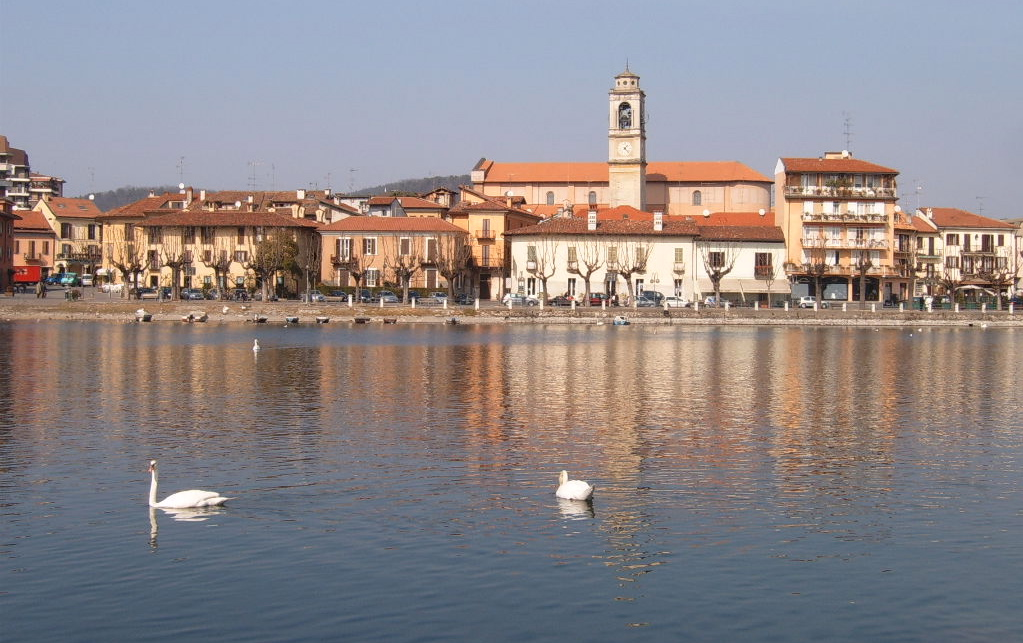
Il Ticino a Sesto Calende

Dopo la diga del Panperduto il fiume, privato di buona parte delle sue acque, scorre in un vasto alveo, alimentando alcune rogge molinare, sia in Piemonte, sia in Lombardia, le quali un tempo muovevano le pale dei mulini, oggi dismessi.
Al Ponte di Oleggio si trova la Diga Paladella, oggi dismessa, che un tempo era l'incile del Naviglio Grande. Oggi questo primo tratto di naviglio non è più utilizzato e resta tutto l'anno in secca, come alveo storico. La portata del Naviglio Grande viene oggi immessa a Turbigo e proviene dal Canale Industriale, che prima di cedere buona parte delle sue acque al Naviglio Grande aziona le centrali idroelettriche di Vizzola (a Vizzola Ticino), di Tornavento (a Lonate Pozzolo) e Castelli (a Turbigo). La portata residua del Canale Industriale che non viene immessa nel Naviglio Grande, torna al Ticino, alimentando, però, un'altra centrale idroelettrica: la centrale di Turbigo Inferiore.
Poco prima di ricevere la portata residua del Canale Industriale, il Ticino alimenta il Naviglio Langosco, che scorre dal Piemonte alla Lombardia. Proseguendo di qualche chilometro, il Ticino alimenta il Naviglio Sforzesco. Esso, dopo avere azionato la centrale idroelettrica di Vigevano, si divide in due rami: uno va a portare acqua alle campagne, mentre l'altro torna al fiume.
Presso Abbiategrasso il Ticino entra interamente in Lombardia, distaccandosi dal confine con il Piemonte. A destra del Ticino si trova ora la Lomellina, un vasto territorio della Lombardia interamente compreso nella provincia di Pavia, di cui il Ticino lambisce la città più importante: Vigevano.
Più a valle, presso Motta Visconti, il fiume torna a scorrere a corso unico, dopo che dal ponte di Oleggio fino a qui le sue acque si erano divise, naturalmente, in una moltitudine di rami secondari e meandri, creando anche le cosiddette lanche: antichi rami del Ticino, che con il passare del tempo il fiume non ha più percorso. Questi ambienti si sono così trasformati in zone umide in cui la fauna e la flora sono lussureggianti.
Il fiume prosegue verso sud est. A Bereguardo il fiume è scavalcato da un ponte di barche, l'unico presente sull'intero corso del Ticino. Poco più a sud il Ticino sfiora Torre d'Isola e poi attraversa Pavia, separando il quartiere di Borgo Ticino, sulla riva destra, dal resto della città (le due rive sono unite dal ponte Coperto). Il fiume confluisce infine, da sinistra, nel Po nel territorio comunale di Travacò Siccomario, precisamente in corrispondenza del Ponte della Becca.
Gli affluenti del Ticino Inferiore sono pochi e in genere di scarsa portata. Essi sono: il torrente Lenza, a Sesto Calende; il torrente Strona a Somma Lombardo; il torrente Arno a Castano Primo; il Canale del Latte a Turbigo; il Canale Cavour a Galliate; la Roggia Cerana a Cerano; il Canale Scolmatore di Nord Ovest (che raccoglie le acque in eccesso dei fiumi Olona e Seveso) ad Abbiategrasso; il Naviglio di Bereguardo a Bereguardo; il Naviglio Pavese, il Canale Gravellone e la Roggia Vernavola a Pavia.
Il Ticino Inferiore misura 110 km e la sua portata media alla confluenza con il Po è di 350 m³/s; conta dieci affluenti e interessa il territorio di quattro province: Varese, Novara, Milano e Pavia. Si tratta di un ambiente di straordinaria biodiversità: nelle acque del fiume sono presenti quasi quaranta specie ittiche, alcune delle quali, come trota marmorata e temolo, sono in stato di pericoloso declino. Le specie autoctone sono: alborella, anguilla, barbo canino, barbo comune, bottatrice, carpa, cavedano, cobite comune, cobite mascherato, ghiozzo padano, gobione, lampreda padana, lasca, luccio, panzarolo, pigo, sanguinerola, savetta, scardola, scazzone, spinarello, storione cobice, temolo, tinca, triotto, trota marmorata, vairone.
Le specie alloctone sono invece: abramide, aspio, barbo europeo, carassio, cobite di stagno orientale, gambusia, lucioperca, persico sole, persico trota, persico reale, pseudorasbora, rodeo, rutilo, siluro, trota iridea.

## Regime idrologico ed economia

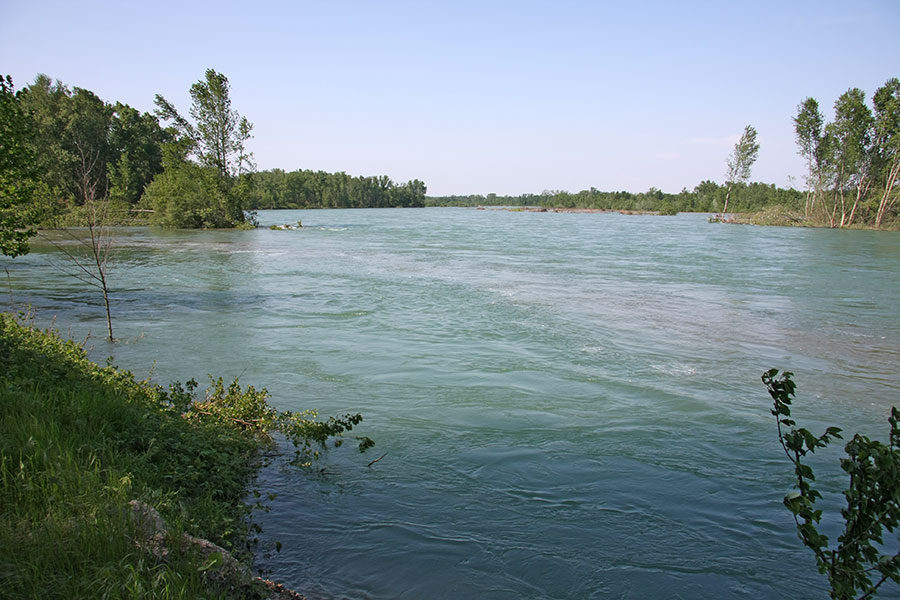
Il Ticino in piena nel maggio 2009

Il Ticino, grazie alla copiosità delle sue acque, ha grande importanza per l'irrigazione ed è un'importante fonte di energia elettrica.
Se infatti, fra gli affluenti del Po, occupa solo il 4º posto per lunghezza dopo Adda, Oglio e Tanaro, e il 3º per superficie di bacino dopo Tanaro e Adda, è però di gran lunga quello più ricco d'acqua in ogni stagione, sia come portata media alla foce (ben 350 m³/s), sia come portata minima (54 m³/s), sia come portata massima (5 000 m³/s), al punto che il suo contributo idrico e il suo regime sono assolutamente determinanti per il Po, rappresentandone dal 20% al 50% della portata.
In territorio italiano alimenta vari canali artificiali, tra cui il Naviglio Grande, che fin dall'epoca medioevale ha avuto grande importanza per i trasporti e oggi è usato solo per la produzione elettrica in quanto, con il Canale Industriale a cui è collegato, permette il funzionamento di varie centrali elettriche garantendo circa il 30% del fabbisogno energetico lombardo.
Per gli usi irrigui il Ticino alimenta, tra gli altri, il Canale Regina Elena nella parte piemontese e il Canale Villoresi nella parte lombarda.
Altro canale del Ticino che a dispetto delle ridotte dimensioni ha avuto rilevanza economica per l'Alto Milanese è la Gora Molinara, che come dice il nome azionava diversi mulini lungo il suo corso.

## Ambiente

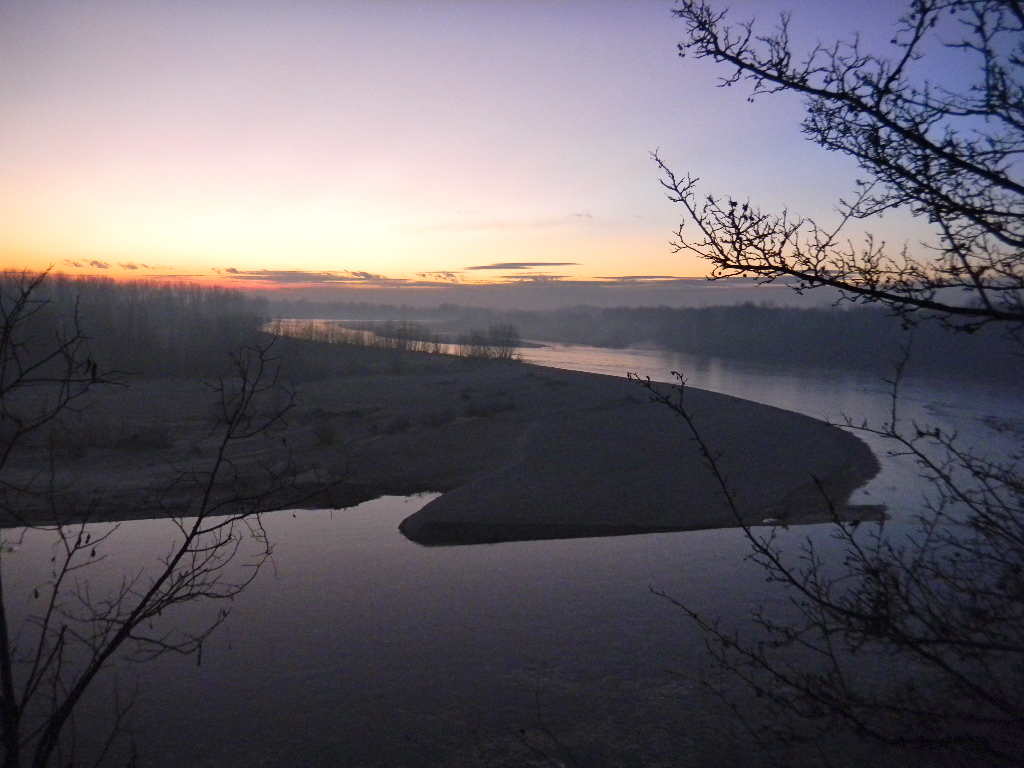
Il fiume Ticino nei pressi di Pavia (Massaua di Torre d'Isola)

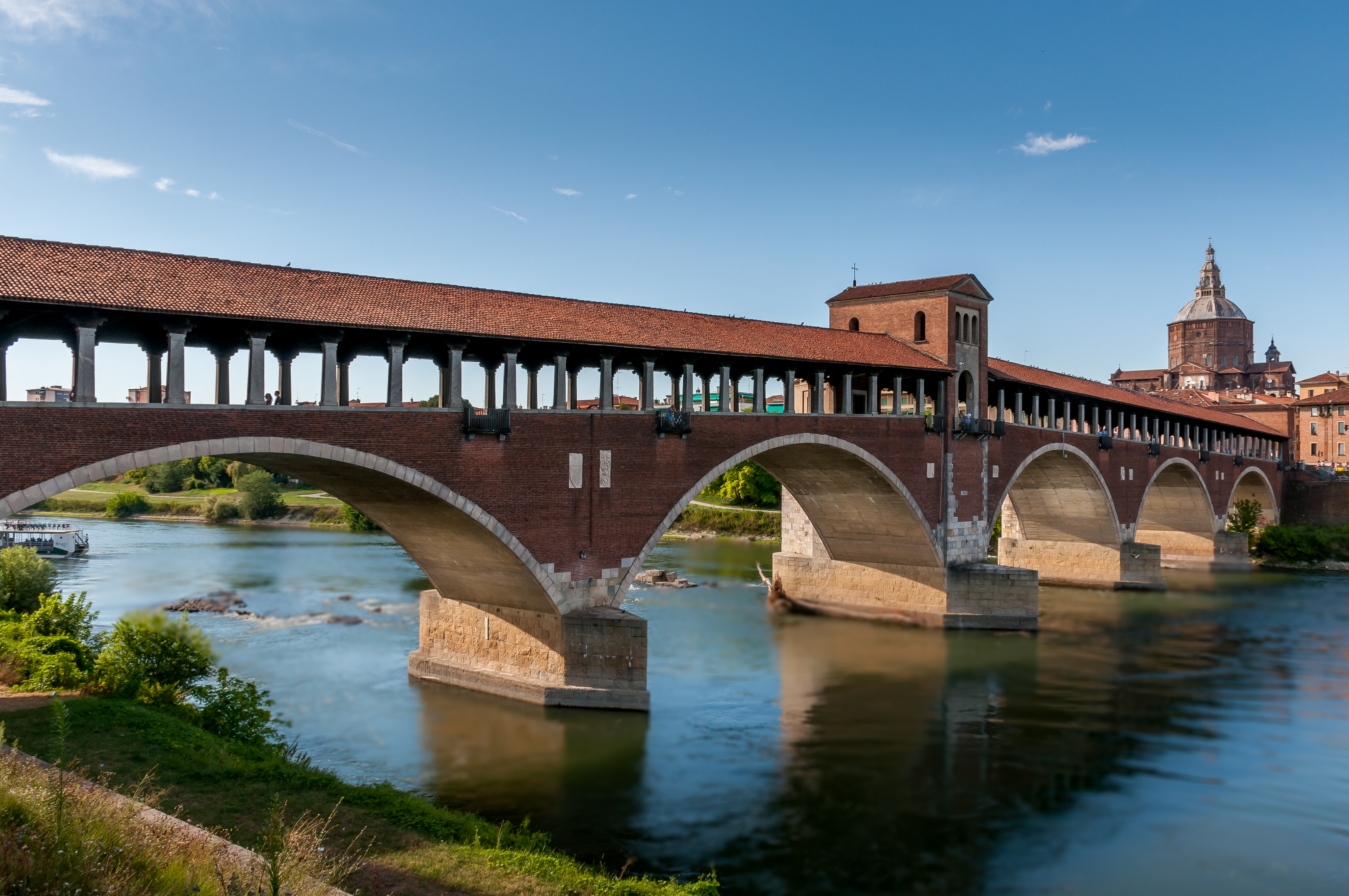
Il Ponte Coperto sul fiume Ticino, a Pavia, con alle spalle il Duomo.

Il percorso italiano del fiume è interamente protetto da due parchi regionali, che formano nell'insieme il più grande parco fluviale d'Europa:
- il Parco Lombardo della Valle del Ticino, creato nel 1974, copre 91 140 ettari, di cui 21 740 urbanizzati dove l'azione del parco è limitata;
- il Parco Naturale della Valle del Ticino, creato nel 1978, copre 6 250 ettari formanti una banda stretta lungo la riva destra del fiume.

In Svizzera, invece, all'immissione nel Lago Maggiore il fiume forma le Bolle di Magadino, area naturalistica protetta ricca di flora e di fauna tipiche della zona.

### Il problema Arno
Nonostante il Ticino sia uno dei fiumi più puliti della Lombardia e del Piemonte, dal 2000 le sue acque risentono di un serio problema, noto come problema Arno. La questione ruota tutta attorno al torrente Arno, modesto corso d'acqua del Varesotto e dell'Alto Milanese, le cui acque sono tra le più sporche di Lombardia e non solo. Il torrente anticamente sfociava nel Ticino presso Turbigo, dove ora si trova la cosiddetta Roggia Arno, a causa, però, dell'alta permeabilità del suo alveo a valle di Gallarate, il torrente perdeva le sue acque, spagliando nella campagna tra Lonate Pozzolo, Castano Primo, Nosate e Vanzaghello. Nel Novecento, a causa dei liquami riversati nell'Arno, l'alveo del torrente si è impermeabilizzato, causando sempre più sovente allagamenti che determinavano anche una situazione di degrado ambientale alle campagne circostanti. Nel 2000 si è così proceduto a bonificare l'area di spagliamento e a realizzare dei vasconi per lo spagliamento controllato tra Castano, Nosate e Lonate Pozzolo. I lavori prevedevano che a causa di portate elevatissime del torrente l'acqua in eccesso andasse nel Canale Marinone e quindi nel Ticino. I lavori non vennero però svolti nella maniera più opportuna e questo causò l'impermeabilizzazione dei vasconi, determinando l'afflusso dell'Arno nel Ticino molto spesso. Questa situazione influisce molto negativamente sulla qualità delle acque del fiume, che pur restando di grado buono manifestano un notevole peggioramento a valle di Lonate Pozzolo, soprattutto in tempo di pioggia.

### Il problema dello Scolmatore di Nord Ovest
Altro serio problema di cui soffrono le acque del fiume Ticino, è rappresentato dal Canale Scolmatore di Nord Ovest, realizzato tra gli anni sessanta e ottanta, per ovviare ai frequenti allagamenti di cui soffre l'area milanese. Il canale venne realizzato per impedire gli allagamenti causati dal fiume Seveso a Milano. Questo piccolo fiume, è però uno dei più inquinati della Lombardia, e nei tempi di pioggia, riversa nello scolmatore una notevole quantità di liquami, che finiscono poi nel Ticino presso Abbiategrasso. Nei momenti di forti e prolungate piogge il canale accoglie anche la portata in eccesso del fiume Olona, altro fiume le cui acque sono di qualità scadente.
Il fatto è che oltre a scaricare nel Ticino le luride acque del Seveso, il canale si è pure sovente rivelato insufficiente a evitare le inondazioni. Per esempio nel novembre 2002, le forti e continue piogge causarono lo straripamento del Ticino, dell'Olona, del Seveso e anche dello Scolmatore di Nord Ovest, che inondò le campagne di Abbiategrasso. Queste situazioni hanno da sempre causato le proteste degli ambientalisti, che hanno contestato il canale fin dalla sua costruzione.

## Storia

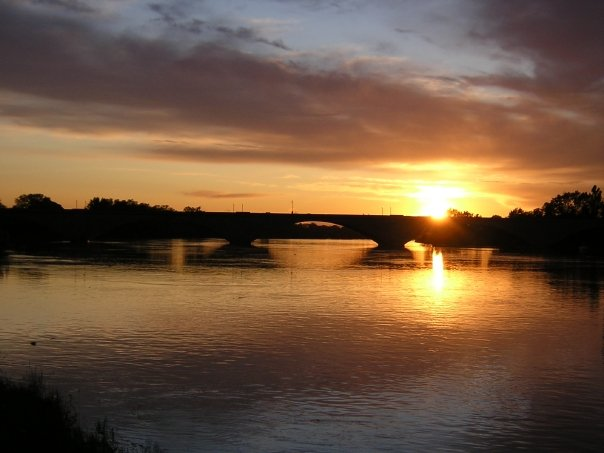
Tramonto sul Ticino a Pavia presso il ponte della Libertà.

A partire dall'età del bronzo la Valle del Ticino fu culla di un'importante civiltà nota come cultura di Golasecca. Secondo Tito Livio, nel VI secolo a.C. i Galli sconfissero presso il Ticino gli Etruschi nella battaglia del Ticino. Inoltre il Ticino fu il teatro di una vittoria di Annibale nella seconda guerra punica (218 a.C.). Nel 590 una grande flotta bizantina risalì il Po e il Ticino e tentò di assediare re Autari a Pavia. Nel medioevo Pavia fu, grazie alle acque del Ticino, terminal ultimo tra le comunicazioni e i commerci tra Venezia e la pianura Padana. Inoltre i pavesi erano in grado di mobilitare una grande flotta fluviale, in grado di operare anche sul Po, che permise loro di tenere testa per secoli a Milano e che, successivamente, formò le basi della flotta viscontea.
Anche il Ticino, come il Po e gran parte dei fiumi dell'Italia Settentrionale, era attraversato da pochissimi ponti in muratura. Fino al XIX secolo, dal lago Maggiore alla sua confluenza nel Po, l'unico ponte in muratura era il Ponte Coperto di Pavia, realizzato nel Trecento su di un precedente ponte di età romana. Un ponte in legno fu gettato dai Visconti a Vigevano nei primi anni del XIV secolo, ma esso fu incendiato dalla flotta pavese nel 1315, ricostruito da Luchino Visconti, fu nuovamente distrutto dai pavesi nel 1356 e mai più ricostruito. Sorte analoga toccò al ponte ligneo fatto dai milanesi a Turbigo intorno al 1270, che fu distrutto dai novaresi nel 1275. Solo in età napoleonica iniziarono i lavori per realizzare l'imponente ponte in pietra di Boffalora, il cui cantiere si chiuse nel 1827.
La fase finale della battaglia di Pavia del 1525, che sancì il dominio spagnolo su gran parte d'Italia, si svolse sulle rive del Ticino, qui infatti furono massacrati dai lanzichenecchi di Carlo V i fanti svizzeri al soldo del re di Francia che cercavano, in fuga, di superare il fiume. Sempre presso il fiume, nel 1636 francesi e asburgici si scontrarono di nuovo nella battaglia di Tornavento e poi a Pavia (che venne assediata) nel 1655.
Nel 1810 vi si suicidò a Pavia il patriota e letterato Francesco Lomonaco.
Nel 1848 della prima mossa del regio esercito piemontese contro l'Austria, che diede inizio alla prima guerra di indipendenza italiana. Durante la seconda guerra d'indipendenza italiana, i franco-piemontesi batterono gli austriaci presso il Ticino nelle battaglie di Turbigo e di Magenta.
Nel 2002 la Valle del Ticino è stata istituita quale "Riserva della Biosfera" all'interno del programma Man and Biosphere dell'UNESCO, pertanto è annoverato tra i beni o Patrimoni dell'Umanità da tutelare.

## L'oro del Ticino
Come tutti i fiumi che corrono ai piedi di catene montuose, anche il Ticino è un bacino nel quale è possibile trovare oro.

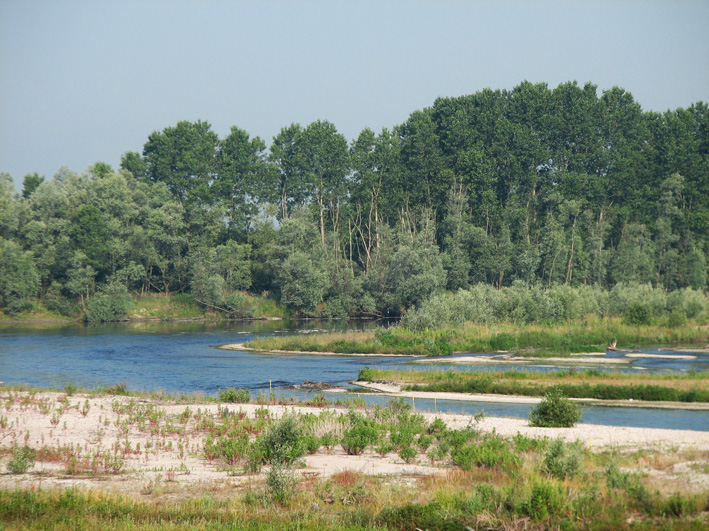
Il fiume Ticino al Canarazzo, Carbonara al Ticino

Gli antichi romani lo sapevano molto bene, e lo avevano capito al punto da impiegare, come ci descrive Plinio il Vecchio, una forza lavoro pari a cinquemila schiavi per l'estrazione del prezioso metallo dai bacini fluviali della Bassa Gallia (Piemonte e Lombardia occidentale); ancora oggi, non a caso, lungo il corso del fiume è possibile individuare enormi cumuli di massi ammonticchiati conosciuti come vie Aurifodine, testimonianze di antiche miniere d'oro a cielo aperto distribuite lungo un percorso di quasi due km nel territorio di Varallo Pombia.
L'oro è presente in forma di pagliuzze generalmente non più lunghe di un millimetro, e la potenzialità aurifera del Ticino è calcolata essere di 6-8 grammi per tonnellata di sabbia setacciata.
La ricerca dell'oro alluvionale è oggi soltanto un'attività naturalistico-amatoriale, non remunerativa ma fonte di emozioni e divertimento; questa passione accomuna numerose associazioni soprattutto nella provincia di Pavia.
Nel 1997 il Ticino è stato sede di un'edizione del Campionato Mondiale di ricerca dell'oro.

## Affluenti e defluenti del Ticino

### I principali affluenti del Ticino Superiore
- Piumogna
- Brenno
- Morobbia
- Moesa

### Affluenti del Ticino Inferiore
- Lenza
- Strona
- Arno (detto anche Arnetta)
- Canale Turbighetto
- Canale del Latte
- Canale Cavour
- Roggia Cerana (denominazione del tratto finale del torrente Terdoppio Novarese)
- Canale Scolmatore di Nord Ovest (raccoglie le acque di piena di Seveso e Olona)
- Naviglio di Bereguardo
- Naviglio Pavese e Navigliaccio
- Canale Gravellone
- Vernavola

### Defluenti
- Canale Regina Elena (origina il Diramatore Alto Novarese, che in seguito confluisce nel Canale Cavour)
- Canale Villoresi (la portata residua del canale si immette nel fiume Adda)
- Canale Industriale (cede la maggior parte della sua portata al Naviglio Grande, la portata residua riconfluisce nel Ticino come Canale Turbighetto)
- Naviglio Grande (sfocia nella Darsena di Porta Ticinese a Milano)
- Naviglio Langosco
- Naviglio Sforzesco
- Roggia Castellana